# مخطط الافتتاح - الارتفاع - الانخفاض - الإغلاق

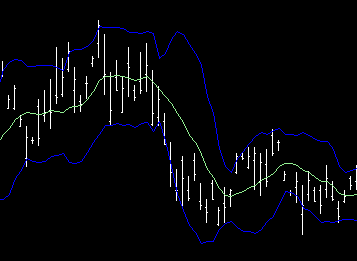
مخطط الافتتاح - الارتفاع - الانخفاض - الإغلاق، مع متوسط متحرك ونطاقات بولينجر متراكبة

مخططات الافتتاح - الارتفاع - الانخفاض - الإغلاق (OHLC) هي نوع من الرسوم البيانيةالمستخدمة عادةً في التحليل الفني لتوضيح تحركات أسعار الأدوات المالية على مدار فترة زمنية. يُظهر كل خط عمودي على الرسم البياني نطاق السعر (أعلى وأدنى الأسعار) على مدار وحدة زمنية واحدة، مثل يوم واحد أو ساعة واحدة. تبرز علامات التجزئة من جانبي الخط، مما يشير إلى سعر الافتتاح (على سبيل المثال، في مخطط الأعمدة اليومي، يكون هذا هو سعر البداية لذلك اليوم) على اليسار، وسعر الإغلاق لتلك الفترة الزمنية على اليمين. قد تظهر الأعمدة بألوان مختلفة حسب ارتفاع الأسعار أو انخفاضها خلال تلك الفترة.
تُظهر مخططات الشموع اليابانية وهذه المخططات نفس البيانات تمامًا، أي أسعار الافتتاح والارتفاع والانخفاض والإغلاق خلال إطار زمني معين. يُفضل المتداولون اليوميون، الذين يتعين عليهم افتراضيًا مراقبة تحركات الأسعار على الرسم البياني، استخدام الشموع اليابانية، لأنها تُظهر تحركات الأسعار "الحقيقية" من خلال توسيع وانكماش جسم الشمعة، وهو أسهل في الفهم (والتداول عليه). لذلك، بالنسبة لتحليل الرسم البياني الديناميكي في الوقت الفعلي، توفر الشموع اليابانية مزايا على مخططات الافتتاح - الارتفاع - الانخفاض - الإغلاق القياسية. ومع ذلك، بالنسبة للتحليل الفني للرسوم البيانية الثابتة، مثل تحليل ما بعد السوق للبيانات التاريخية، فإن هذه المخططات لها مزايا واضحة للغاية على الشموع اليابانية: حيث لا تتطلب لونًا أو نمط تعبئة لإظهار مستويات الافتتاح والإغلاق، ولا تسبب ارتباكًا في الحالات التي يكون فيها سعر الافتتاح، على سبيل المثال، أقل من سعر الإغلاق (علامة صعودية)، ولكن سعر الإغلاق للشريط المدروس أقل من سعر الإغلاق للشريط السابق، أي الشريط إلى اليسار على نفس الرسم البياني (علامة هبوطية).
في التحليل الفني، غالبًا ما يتم دمج هذه المخططات مع مخططات من أنواع أخرى مثل المخططات الخطية (التي تُظهر المتوسط المتحرك)، ومخططات الأعمدة (حجم التداول)، ومناطق النطاق (مؤشر بولينجر باند). 